# 知林古丹岳
知林古丹岳（日语：／）是知林古丹岛的火山，属萨哈林州北库里尔斯克区，海拔724米，最近一次喷发在2004年。